# 3-as villamos (Prága)
A prágai 3-as jelzésű villamos a Kobylisy és a Nádraží Braník között közlekedik. Munkanapokon csúcsidőszakban Sídliště Modřany-ig közlekedik.

## Útvonala
| Sídliště Modřany felé | Kobylisy felé |
| --- | --- |
| Březiněveská – Klapkova – Zenklova – Palmovka – Sokolovská – Na Poříčí – Havličkova – Dlážděná – Jindřišská – Vodičkova – Lazarská – Spálená – Karlovo náměstí – Na Moráni – Rašínovo nábřeží – Podolské nábřeží – Modřanská – Nádraží Braník – Modřanská – Generála Šišky – Sídliště Modřany | Levského – Generála Šišky – Modřanská – Nádraží Braník – Modřanská – Podolské nábřeží – Rašínovo nábřeží – Na Moráni – Karlovo náměstí – Spálená – Lazarská – Vodičkova – Jindřišská – Dlážděná – Havličkova – Na Poříčí – Sokolovská – Palmovka – Zenklova – Klapkova – Kobylisy |

## Megállóhelyei
| 0  | Březiněveská                | ∫  |                                          |
| 1  | Kobylisy végállomás         | 59 | C 10, 17, 24                             |
| 2  | Ke Stírce                   | 58 | 10, 17, 24                               |
| 4  | Okrouhlická                 | 57 | 10, 24                                   |
| 5  | Vychovatelna                | 56 | 10, 24                                   |
| 6  | Bulovka                     | 54 | 10, 24                                   |
| 7  | Vosmíkových                 | 53 | 10, 24                                   |
| 8  | U Kříže                     | 52 | 10, 24                                   |
| 9  | Stejskalova                 | 51 | 10, 24                                   |
| 10 | Divadlo pod Palmovkou       | ∫  | 10, 24                                   |
| 12 | Palmovka                    | 49 | B 1, 6, 8, 10, 14, 16, 24, 25            |
| 14 | Invalidovna                 | 46 | B 8, 24                                  |
| 15 | Urxova                      | 44 | 8, 24                                    |
| 17 | Křižíkova                   | 42 | B · 8, 24 · P7                           |
| 18 | Karlínské náměstí           | 41 | 8, 24                                    |
| 20 | Florenc                     | 40 | B C 8, 24                                |
| 21 | Bílá labuť                  | 38 | 8, 14, 24                                |
| 23 | Masarykovo nádraží          | 36 | B 6, 14, 15, 24, 26 S1 S2 S22 S34 S4 R41 |
| 25 | Jindřišská                  | 34 | 5, 6, 9, 14, 15, 24, 26                  |
| 27 | Václavské náměstí           | 32 | A B 5, 6, 9, 14, 24                      |
| 28 | Vodičkova                   | 30 | 5, 6, 9, 14, 24                          |
| 29 | Lazarská                    | 29 | 5, 6, 9, 14, 24                          |
| ∫  | Novoměstská radnice         | 27 | B 2, 6, 14, 18, 22, 23, 24               |
| 31 | Karlovo náměstí             | 26 | B 2, 4, 6, 10, 14, 16, 18, 22, 23, 24    |
| 32 | Moráň                       | ∫  | B 2, 4, 10, 14, 16, 18, 24               |
| 34 | Palackého náměstí           | 24 | B 2, 4, 7, 10, 16, 17, 21                |
| 35 | Palackého náměstí (nábřeží) | 22 | 2, 7, 17, 21                             |
| 36 | Výtoň                       | 21 | 2, 17, 21 · P5                           |
| 39 | Podolská vodárna            | 19 | 2, 17, 21                                |
| 40 | Kublov                      | 17 | 2, 17, 21 · P3                           |
| 42 | Dvorce                      | 15 | 2, 17, 21                                |
| 44 | Přístaviště                 | 13 | 2, 17, 21                                |
| 45 | Pobřežní cesta              | 12 | 2, 17, 21                                |
| 47 | Nádraží Braník végállomás   | 11 | 2, 17, 21 S8 S88                         |
| 48 | Černý kůň                   | 9  | 17, 21                                   |
| 50 | Belárie                     | 8  | 17, 21                                   |
| 51 | Modřanská škola             | 7  | 17, 21                                   |
| 52 | Nádraží Modřany             | 6  | 17, 21 · P6 · S8 S88                     |
| 53 | Čechova čtvrť               | 4  | 17, 21                                   |
| 54 | Poliklinika Modřany         | 3  | 17, 21                                   |
| 55 | U Libušského potoka         | 2  | 17, 21                                   |
| 56 | Modřanská rokle             | 1  | 17, 21                                   |
| 57 | Sídliště Modřany végállomás | 0  | 17, 21                                   |
| ∫  | Levského                    | 0  | 17, 21                                   |